# Anton Nedjalkow
Anton Michajlow Nedjalkow (bulgarisch Антон Михайлов Недялков; * 30. April 1993 in Lowetsch) ist ein bulgarischer Fußballspieler.

## Karriere

### Verein
Nedjalkow begann seine Karriere bei Litex Lowetsch. 2011 wurde er an den Zweitligisten FC Tschawdar Etropole verliehen. Sein Debüt für Tschawdar in der B Grupa gab er im August 2011, als er am ersten Spieltag der Saison 2011/12 gegen Septemwri Simitli in der Startelf stand. In der Winterpause jener Saison wurde er an den Erstligisten Swetkawiza Targowischte weiterverliehen. Im März 2012 debütierte er in der A Grupa, als er am 17. Spieltag gegen Minjor Pernik in der 74. Minute für Anton Kostadinow eingewechselt wurde. Zu Saisonende hatte er 13 torlose Einsätze zu Buche stehen, stieg aber mit der Mannschaft aus der A Grupa ab.
Nach dem Ende der Leihe kehrte er zur Saison 2012/13 zu Litex Lowetsch zurück. In dieser Saison kam er auf 17 Spiele in der A Grupa, davon stand er in 14 Spielen in der Startelf. In der folgenden Spielzeit kam er in 19 Ligaspielen des Vereins zum Zug, wobei ihm auch in dieser Saison ein Tor verwehrt blieb. In der Saison 2014/15 absolvierte er 21 Ligaspiele.
Nachdem Litex Lowetsch im Dezember 2015 aus der A Grupa ausgeschlossen worden war, kam Nedjalkow fortan für die Zweitmannschaft in der B Grupa zum Einsatz, für die er bereits im Juli und August 2015 in vier Spielen zum Einsatz gekommen war.
Zur Saison 2016/17 wechselte er zu ZSKA Sofia. Für ZSKA kam er in jener Saison in 33 Spielen in der Liga zum Einsatz.
Im Januar 2018 wechselte Nedjalkow in die USA zum MLS-Klub FC Dallas. Nach neun Spielen für Dallas in der MLS kehrte er im Juli 2018 nach Bulgarien zurück und wechselte zu Ludogorez Rasgrad.

### Nationalmannschaft
Nedjalkow kam 2011 in der EM-Qualifikation für die bulgarische U-19-Auswahl auf drei Einsätze. 2013 debütierte er für die U-21-Auswahl.
Im September 2015 wurde er zum ersten Mal in den Kader der A-Nationalmannschaft berufen. Sein Debüt im Nationalteam gab er im September 2016, als er im WM-Qualifikationsspiel gegen Luxemburg in der Startelf stand.